# Stelis buxiflora
Stelis buxiflora là một loài thực vật có hoa trong họ Lan. Loài này được Luer & Hirtz mô tả khoa học đầu tiên năm 2004.